# Волома (озеро)
Волома — озеро на территории Пенингского сельского поселения Муезерского района Республики Карелия.

## Общие сведения
Озеро расположено на Западно-Карельской возвышенности. Площадь озера — 9,9 км², площадь бассейна — 129,0 км².
Форма озера лопастная, чуть вытянутая с юга на север. Берега сильно изрезаны. На озере один крупный остров в центральной части и более десятка мелких, рассредоточенных по всей площади водоёма. Берега каменисто-песчаные, местами заболоченные. Из северной оконечности озера вытекает река Волома, впадающая в Сегозеро. С запада и юга в озеро впадают небольшие безымянные ручьи.
В озеро впадает безымянный водоток, вытекающий из озера Купинасъярви.
Восточный берег озера огибает Западно-Карельская магистраль, а также автомобильная дорога местного значения 86К-7 («Муезерский — Гимолы — Поросозеро»).
Населённые пункты на озере отсутствуют.
Код водного объекта в государственном водном реестре — 02020001111102000007543.